# 中島飛行機小泉製作所
中島飛行機小泉製作所は中島飛行機が大日本帝国海軍の機体専用工場として群馬県邑楽郡小泉町および大川村（後の大泉町）に1940年（昭和15年）4月に開設した航空機工場である。40万坪の工場敷地と20万坪の寮、住宅を備え、陸上競技場や病院、青年学校などの付属施設も完備して名実ともに東洋一の規模を誇った。工場の建屋は鉄筋コンクリート造もしくは鉄骨造で、建屋間の道路は舗装されており、完成した飛行機はそのまま太田飛行場へ運搬できるよう専用道路が設けられた。従業員は1940年の創設時に55,000人、1945年の終戦前で68,000人を超え、10数台の自家用バスにより太田や足利などから職員輸送を行っていた。
終戦から1959年（昭和34年）まで米軍が駐屯し、キャンプ・ドルウと呼ばれた。
戦後、北関東に所在した旧中島航空機系の工場は多くが民需転換を行い、1955年（昭和30年）に富士重工業として再合同を果たしたが、この工場は含まれなかった。これは在日米軍の駐留が長引いたためで、接収解除後は売却されて跡地に三洋電機が誘致された。

## 沿革
- 1938年（昭和13年）
  - 11月15日 中島飛行機の資本金2,000万円から5,000万円への増資[5]に合わせて海軍本部長より拡充示達命令が下りる。陸海軍で共用していた機体と発動機の製造工場を分離するよう要請されて新工場の建設が具体化する[1][6]。
  - 12月3日 地鎮祭を挙行[7]。
- 1939年（昭和14年）: 建設工事開始[1]。

国家総動員法に基づく政府の命令により日本興業銀行から小泉製作所・多摩製作所の建設および航空機増産資金として8,000万円の第一回融資。以後終戦まで命令融資を複数回受ける。
- 1940年（昭和15年）
  - 4月20日 一部完成。太田製作所の一部生産部門が移転し、稼働を始める[1]。
  - 10月 東武鉄道が太田から小泉製作所までの線路を敷設[3]。
- 1941年（昭和16年）
  - 3月 本格操業を開始[7]。
  - 6月1日 東武鉄道仙石河岸線西小泉駅開業。
- 1942年（昭和17年）
  - 11月3日 小泉製作所の開所式を小泉産業報国大会と兼ねて開催[8]。
- 1943年（昭和18年）: 分工場として伊勢崎工場を開設[1]。
- 1945年（昭和20年）
  - 2月16日 小泉・大川地区空襲[9]。
  - 2月25日 小泉・大川地区空襲[9]。
  - 4月1日 航空機工業の国営化により第一軍需工廠第二製造廠と改称[10]。会社は土地、建物、機械その他を国に貸借し、材料および仕掛品は買い上げられた。
  - 4月4日 小泉・大川地区空襲。特に大きな被害を受ける[9]。
  - 7月10日 小泉・大川地区空襲[9]。
  - 8月26日 軍需廠の廃止により第一軍需工廠解散。
  - 9月 進駐軍による接収開始。キャンプ・ドルウ(Camp Drew)となる[4]。
- 1946年（昭和21年）
  - 7月、小泉製作所の従業員が中島飛行機時代の自動車修理工場を拠点[11]に小泉ボデー製作所を設立（資本金4万円）してバスボディーを生産[12]。
  - 12月 小泉ボデー製作所のバス1号車を群馬バスに納入。国産トラックシャシーに架装にしたもので、日本初のモノコック構造バスであった。車体は軽合金製のキャブオーバー型[12]。進駐軍から払い下げられたGMC軍用トラックへのバス架装も行い東京都交通局へ納入した[13]。
  - 12月 小泉工場の民需転換許可により小泉ボデー製作所を発展的解消、工場の接収は続いていたため伊勢崎工場を本拠とする[13]。
- 1950年（昭和25年）: 駐留部隊の朝鮮戦争派遣によりキャンプ・ドルウの兵站基地としての重要性が増す[14]。
  - 11月 東京兵站部の分遣隊として兵站部小泉分遣隊（五九四衣食補給廠中隊）が新設される[15]。
  - 11月頃 キャンプ・ドルウ内の本館三階建て建物を四階建て病院への改築工事が始まる[15]。
- 1951年（昭和26年）
  - 10月1日 第三四三病院の患者収用開始。朝鮮戦争の兵站病院として使用され、患者は太田飛行場まで空輸された[15]。
- 1956年（昭和31年）
  - 1月 キャンプ・ドルウに東京補給廠転入[16]。
- 1957年（昭和32年）
  - 1月 キャンプ・ドルウに神戸補給廠転入[16]。
  - 7月1日 戦闘部隊の引き揚げにより、キャンプ・ドルウが極東唯一の総合補給廠「大泉兵站補給本廠」として再編される。太田の在日医薬品補給廠と尾島の在日化学品補給廠を吸収。第三四三病院は大泉地区第十一後方病院と改称、第六輸送中隊、空輸補給部隊を擁する[17]。
- 1959年（昭和34年）
  - 6月10日　キャンプ・ドルウ返還式典。在日米軍からキャンプドルウB地区（128,925平方メートル）が返還される[18]。
  - 8月27日 B地区の既設建物を改修し、東京三洋電機が白黒テレビの生産を開始[19]
  - 10月23日　キャンプ・ドルウA地区（718,428平方メートル）およびC地区（164,360平方メートル）が返還される。国有財産地方審議会でA・B・C地区の払い下げ先が正式に三洋電機株式会社に決定する[4]。

## 生産された航空機
九七式艦上攻撃機、零戦、月光、天山、彩雲、銀河などが量産された。生産数は『富士重工三十年史』によると1941年から1945年8月までに約9,000機、『大泉町誌』では合計1,0522機。
局地戦闘機「天雷」、陸上攻撃機「連山」、ジェット戦闘機「橘花」の試作も小泉製作所で行われた。